# 韋列索奇河
韋列索奇河（烏克蘭語：Вересоч），是烏克蘭的河流，位於該國北部，屬於傑斯納河的左支流，發源自奧爾利夫卡，流經切爾尼戈夫州，河道全長39公里，流域面積780平方公里。